# 향리 (관리)
향리(鄕吏)는 고려와 조선시대 지방 관청에 속해 있던 하급 관리이다.
향리는 본래 각 지방의 호족에서 유래했는데, 지방 행정 단위에 있는 6방의 사무를 분장하였으며, 향역(鄕役)이라 하여 세습적으로 그 의무를 맡게 되어 있었다. 이들은 지방 사정에 생소한 양반 관리를 움직여서 지방 행정을 실질적으로 운영해 나갔는데, 국가로부터 아무런 보수를 받지 않았으므로 때때로 부정 행위를 감행함으로써 적잖은 폐해를 끼쳤다.
또한 향리들은 중앙과의 연락을 위해 서울에 경저리(京邸吏: 경주인)를 두었고, 또 감영에는 영저리(營邸吏: 영주인)를 두었다. 경주인은 서울과 지방 간 연락을 담당하고, 지방 공부를 수납하였으며, 지방의 제반사를 주관하였다. 그러나 이들이 중간에서 작폐를 하는 경우도 많았다.

## 같이 보기
- 서리
- 가리
- 향청
- 호족
- 중인